# Хетеросексизам
Хетеросексизам је веровање да су особе са сексуалном оријентацијом другачијом од хетеросексуалне девијантне, абнормалне или инфериорне у односу на хетеросексуалце и обично се манифестује као општа предрасуда, слична расизму. Може водити снажно израженом страху, мржњи или актима насиља према тим особама, посебно када је културна или друштвена клима таква да подстиче хетеросексизам.